# Lioudmila Tchernichova
Pour les articles homonymes, voir Tchernychov.
Lioudmila Tchernichova (en russe : Людмила Георгиевна Чернышёва) est une joueuse de volley-ball russe née le 1er novembre 1952 à Moscou.

## Palmarès
- Médaille d'or aux Jeux olympiques d'été de 1980.